# Saint-Philbert-du-Peuple
Saint-Philbert-du-Peuple é uma comuna francesa na região administrativa da Pays de la Loire, no departamento de Maine-et-Loire. Estende-se por uma área de 16,38 km². Em 2010 a comuna tinha 1 348 habitantes (densidade: 82,3 hab./km²).